# 자동공기제동
자동공기제동(自動空氣制動)은 철도차량에 사용되는 공기제동 방식의 하나다.

## 개요
자동 공기 브레이크란 열차의 편성 각 차량에 설치된 관통(貫通)브레이크로서 제동관(制動管, BP)을 이용하는 공기압 지령식 제동방식이다. 전원 없이 제어가 가능하고, 열차 분리시 편성 각 차량에 자동적으로 제동이 걸리기 때문에 자동공기제동이라고 명명되었다. 종전의 편성 지령용 공기제동은 직통공기제동이나 증기제동, 혹은 진공제동이었다. 그러나 직통제동은 열차가 분리되었을 경우, 제동력을 상실하는 결점이 있다. 그것을 개선하기 위해 미국의 웨스팅하우스가 고안한 방식이며, 현재 세계의 철도의 객화차나 전동차의 상용제동 수단으로서 가장 널리 보급되어 있는 표준적인 공기제동 방식이다.
이 제동방식의 제어 원리는, 지령압력이 낮아지면 반대로 제어압력이 높아지는 역비례 특성의 유량증폭변(流量増幅弁), 즉 제동제어밸브(제어 밸브, 또는 삼동변(三動弁), 동작변(動作弁), 분배변(分配弁)이라고도 한다)를 이용한 점에 있다. 제어의 흐름은 다음과 같다.
1. 지령압력으로서 제동관에 압축공기(490kPa)를 상시 가압한다.
2. 제동시 제동관 압력을 감압한다.
3. 제동제어밸브를 개입시켜, 제어 대상인 브레이크 실린더에 압축공기를 담는다

이 제동방식에서 이용하는 주된 구성부품으로는 제동제어밸브가 있다.
그중 많은 것은 자동공기제동 자체의 발명자인 조지 웨스팅하우스가 설립한 미국 웨스팅하우스 에어브레이크사(Westinghouse Air Brake Co. ：WH사 혹은 WABCO라고도 한다. 현 Wabtec사)가 개발한 것으로, 대략 30년에 걸친 시행착오를 거쳐 시스템으로서 확립된 객차용 P변, 화차용 K변을 시작으로 전동차용 M변, 객차·전동차의 장대화(長大化)·고속화에 대응한 U자재변(自在弁) 등 목적에 따라 다양한 파생 모델을 웨스팅하우스사가 개발하였으며, 이것들은 진공제동을 오랫동안 고집한 영국을 제외한 세계 여러 나라에 널리 보급되었다.
- P 3동변：객차용. 후에는 전동차용으로도 사용되었다. 차량간에는 제동관만 접속된다.
- K 3동변：화차용. 1905년경 개발. 차량간에는 제동관만 접속된다.
- M 3동변：전철용. P변을 기본으로 고속 전동차에서의 제동응답성능 개선을 목적으로 개발. 차량간에는 제동관과 원공기류관(元空氣溜管)이 접속된다.
- F 3동변：전동 화차·소형 전기 기관차용. M변을 간략화한 것.
- U 자재변：여객차용. P변으로부터 R변이나 L변을 거쳐 고속·장대화 대응용으로서 1912년에 개발되었다. 객차와 전동차 모두에서 사용되어 전동차에서는 공기압 제어만으로 10량 편성 이상의 장대편성을 실현 가능하게 했다.
- AB 제어 밸브: 화차용. 고속·장대화 대응용으로서 1932년에 개발되었다.